# Vierschanzentournee 1989/90
Die 38. Vierschanzentournee 1989/90 war Teil des Skisprung-Weltcups 1989/90.
Das Springen in Oberstdorf fand am 28. Dezember 1989 statt, am 1. Januar 1990 das Springen in Garmisch-Partenkirchen und am 4. Januar 1990 das Springen in Innsbruck. Die Abschlussveranstaltung in Bischofshofen wurde am 6. Januar 1990 durchgeführt. Die Tournee gewann Dieter Thoma aus der Bundesrepublik Deutschland.

## Weltcup und Favoriten
Vor der Vierschanzentournee waren bereits sechs Einzelspringen im Weltcup absolviert worden. Die Saison hatte Anfang Dezember 1989 wie nun schon seit einigen Jahren im kanadischen Thunder Bay begonnen.
| 01. | Ernst Vettori     | Österreich       | 88 Punkte |
| 02. | Heinz Kuttin      | Österreich       | 75 Punkte |
| 03. | Andreas Felder    | Österreich       | 65 Punkte |
| 04. | Ari-Pekka Nikkola | Finnland         | 58 Punkte |
| 05. | Pavel Ploc        | Tschechoslowakei | 55 Punkte |

| 05. | Risto Laakkonen | Finnland         | 44 Punkte |
| 07. | Jan Boklöv      | Schweden         | 53 Punkte |
| 08. | Dieter Thoma    | BR Deutschland   | 42 Punkte |
| 09. | František Jež   | Tschechoslowakei | 40 Punkte |
| 10. | Matti Nykänen   | Finnland         | 34 Punkte |

Die 38. Vierschanzentournee startete unter völlig neuen politischen Vorzeichen. Im sogenannten Wendejahr waren zahlreiche politische Systeme in Ost- und Mitteleuropa zerbrochen. Freies Reisen war nun zum Beispiel auch für DDR-Bürger möglich, was sich sogleich bei den Zuschauern in den Austragungsorten widerspiegelte. Andererseits stand nun auch der mit viel Geld subventionierte Leistungssport auf dem Prüfstein, insbesondere in der DDR, wo das Streben nach sportlichen Erfolgen mittlerweile zum Selbstverständnis dieses Staates gehörte. Aber auch sportlich gab es nach der bemerkenswerten Skisprungsaison 88/89 einige Neuordnungen. Nach dem schlechten Abschneiden der Skispringer aus Österreich unter Auswahltrainer Rupert Gürtler wurde nun Olympiasieger Toni Innauer mit dieser Aufgabe betraut. Mit der Bronzemedaille von Heinz Kuttin bei den Nordischen Skiweltmeisterschaften in Lahti hatte Innauer bereits gezeigt, zu was von ihm trainierte Athleten in der Lage waren. Innauer hatte Kuttin im Juniorenbereich trainiert und bei den Juniorenweltmeisterschaften 1988 in Saalfelden erste Erfolge feiern können. In der noch jungen Weltcup-Saison waren die ersten Ergebnisse mehr als ermutigend. Die lange Zeit flügellahmen Felder und Vettori ersprangen Podestplätze und in deren Schatten entwickelten sich auch Heinz Kuttin und Werner Haim hervorragend. So standen vor der Tournee drei Österreicher auf den ersten drei Plätzen in der Weltcupwertung. Dementsprechend war die Erwartungshaltung nach jahrelanger Durststrecke schon wieder sehr hoch. Hinzu kamen natürlich die Finnen mit den Assen Nikkola, Laakkonen oder Nykänen. Bei den Weltmeisterschaften im heimischen Lahti hatten sie zwei von drei Weltmeistertiteln gewonnen und Risto Laakkonen gewann die letztjährige Tournee. Als weiterer Mitfavorit war der Schwede Boklöv zu nennen, immerhin war er im Vorjahr Weltcupgesamtsieger geworden. Noch bedeutender als seine sportliche Leistung war allerdings die Diskussion um seinen Sprungstil, denn mittlerweile gab es diversen Ländern ernsthafte Sprungversuche und Tests durch einige Athleten. Zum weiteren Favoritenkreis zählte unbedingt Dieter Thoma, der sich im Vorjahr durch einen verpatzten Sprung am Bergisel um den Tourneesieg gebracht hatte. Dahinter standen mit Thomas Klauser und den mittlerweile Weltklasseniveau verkörpernden Josef Heumann weitere Spitzenathleten.
Fragezeichen standen hinter einigen Sprungnationen. Die Norweger traten auf der Stelle. Zwar waren sie mannschaftlich immer noch stark, wie WM-Bronze im Teamwettbewerb bewies, aber es fehlte der Spitzenspringer für die Podestplätze. Die nach ihrer famosen Olympiasaison im Vorjahr enttäuschenden Tschechoslowaken hatten reagiert und mit Rudolf Höhnl einen bekannten Spitzenspringer vergangener Jahrzehnte zum Auswahltrainer berufen. Und diese Berufung trug bereits Früchte. Pavel Ploc knüpfte wieder an seine guten Leistungen früherer Jahre an, aber die eigentliche Überraschung war Frantisek Jez. Zwar war es bereits die dritte Tournee für den gerade erst 19 Jahre alt gewordenen Tschechen, doch in der laufenden Saison schien der Knoten geplatzt zu sein.

Blieb noch Jens Weißflog als Mitfavorit nach zwei zweiten Plätzen bei den zwei vorangegangenen Tourneen. Für den Sachsen war das Vorjahr mit einem WM-Titel nicht schlecht gelaufen. Nun hatte ihn aber eine Knieverletzung zunächst außer Gefecht gesetzt und so konnte er erst später als sonst ins Training einsteigen. Dadurch stieß der Oberwiesenthaler erst in Sapporo zum Weltcup hinzu und gewann prompt ein Springen auf der dortigen Großschanze. Damit hatte er der Konkurrenz gezeigt, dass auch mit ihm erneut zu rechnen war. Das DDR-Team komplettierten Neuling René Kummerlöw, der unverwüstliche Ulf Findeisen, Heiko Hunger und Ralph Gebstedt. Insgesamt nahmen 95 Springer aus 18 Nationen teil. Nach einer einjährigen Pause nahmen auch wieder Springer aus Japan teil, darunter erstmals Noriaki Kasai. Exoten wie Springer aus Ungarn oder Michael Edwards gehörten nun aufgrund des neuen Reglements der Vergangenheit an.

## Nominierte Athleten
| Nation             | Athleten |
| ------------------ | --- |
| BR Deutschland     | Thomas Klauser, Andreas Bauer, Lorenz Wegscheider, Jürgen Winterhalder, Rolf Schilli, Josef Heumann, Robert Leonhardt, Norbert Hils, Eckhard Reichertz, Andreas Scherer, Christian Rimmel, Heiko Gasche, Michael Irlinger, Markus Göllner, Dieter Thoma                                                      |
| DDR                | René Kummerlöw, Jens Weißflog, Ulf Findeisen, Heiko Hunger, Ralph Gebstedt |
| Österreich         | Andreas Felder, Franz Neuländtner, Ernst Vettori, Günther Stranner, Werner Schuster, Franz Wiegele, Werner Haim, Oliver Strohmaier, Klaus Huber, Heinz Kuttin, Stefan Horngacher, Alexander Pointner, Harald Rodlauer, Alexander Steiner, Norbert Moertl, Andi Rauschmeier, Werner Rathmayr, Christian Moser |
| Bulgarien          | Wladimir Brejtschew, Emil Sografski, Sachari Sotirow |
| Finnland           | Matti Nykänen, Jari Puikkonen, Jarkko Heikkilä, Risto Laakkonen, Ari-Pekka Nikkola, Vesa Hakala |
| Frankreich         | Didier Mollard, Yannick Revuz, Nicolas Jean-Prost |
| Italien            | Virginio Lunardi, Roberto Cecon, Sandro Sambugaro |
| Japan              | Noriaki Kasai, Takuya Takeuchi, Manabu Nikaidō, Akira Satō |
| Jugoslawien        | Miran Tepeš, Primož Ulaga, Rajko Lotrič, Primož Kopač, Franci Petek, Goran Janus |
| Kanada             | Colin Capel, John Lockyer, Ron Richards |
| Norwegen           | Ole Gunnar Fidjestøl, Vegard Opaas, Magne Johansen, Rune Olijnyk, Kent Johanssen, Halvor Persson |
| Polen              | Jan Kowal, Alojzy Moskal |
| Schweden           | Jan Boklöv, Staffan Tällberg, Mikael Martinsson, Thomas Nordgren, Per-Inge Tällberg, |
| Schweiz            | Christian Hauswirth, Thomas Kindlimann, Christoph Lehmann, Yvan Vouillamoz |
| Spanien            | Bernat Solà |
| Sowjetunion        | Andrei Werweikin, Pawel Kustow, Michail Jessin, Dionis Vodnev |
| Tschechoslowakei   | Jiří Parma, Pavel Ploc, Martin Švagerko, František Jež, Vladimír Podzimek, Jaroslav Sakala |
| Vereinigte Staaten | Ted Langlois, Jim Holland |

## Regeländerungen

### Qualifikationskriterien
Nachdem das Sprungkomitee der FIS bereits in der Vorsaison Qualifikationskriterien für den Skisprung-Weltcup einführen wollte, war es nun soweit. Da die Tourneewettbewerbe gleichzeitig auch als Weltcupspringen zählten, galten nun folgende Bedingungen für die Teilnahme an der Vierschanzentournee, von denen mindestens eine erfüllt sein musste:
- Erringen von Weltcuppunkten in den Jahren 1987 und 1988
- eine Platzierung in der ersten Hälfte des Teilnehmerfeldes bei den letzten Juniorenweltmeisterschaften
- eine Platzierung in der ersten Hälfte des Teilnehmerfeldes bei einem Europapokalspringen
- eine Platzierung im ersten Drittel des Teilnehmerfeldes bei einem Internationalen Sprungwettbewerb, an dem Springer aus mindestens Fünf Nationen teilgenommen

Klares Ziel war es, Springer die permanent hinterste Plätze belegten, aus dem Weltcup herauszuhalten, um damit die Qualität der Sprungwettbewerbe zu steigern. Zudem wurde das Teilnehmerfeld pro Weltcupspringen auf 90 Teilnehmer reduziert. In diesem Punkt machten die Organisatoren der Tournee eine Ausnahme, denn nach den zugrunde gelegten Qualifikationskriterien wären 99 Springer startberechtigt gewesen. Diese wurden auch alle eingeladen, dennoch wurde diese Teilnehmerzahl in keinem Wettbewerb erreicht.

### Quotenregelung
Erstmals wurden auch die Mannschaftsgrößen klar reglementiert. Zugrunde lag dabei das Abschneiden in der Nationenwertung der letzten beiden Winter. Es kam dadurch zu folgenden Einteilungen:
- 6 Startplätze – Norwegen, Finnland, Österreich, Tschechoslowakei
- 5 Startplätze – BRD, DDR. Jugoslawien
- 4 Startplätze – Schweiz, Italien, USA, Polen, Japan, Kanada, Sowjetunion
- 2 Startplätze – Frankreich und Bulgarien

Zusätzlich durften die jeweiligen Veranstalterländer 10 weitere Athleten nominieren.
Eine Ausnahme stellte der Spanier Bernat Sola dar. Dieser hatte am 24. Januar 1987 in Sapporo bei einem Springen von der Normalschanze den 14. Platz belegt und damit 2 Weltcuppunkte gewonnen. So durfte er als Einzelstarter bei der Tournee und auch im Weltcup antreten. Mit dieser Regelung war nunmehr aber der Brite Michael Edwards von der Tournee und auch vom Weltcup ausgeschlossen.

### Weitenmessung
Erstmals wurde eine Videokamera als Kontrollgerät für die Weitenmesser eingesetzt. Damit sollte eine größere Genauigkeit und Zuverlässigkeit bei der Ermittlung der Sprungweiten erreicht werden.

## Oberstdorf
- Datum: 30. Dezember 1989
- Land:  BR Deutschland
- Schanze: Schattenbergschanze

Beim Training überraschte wie bereits im Weltcup der Tschechoslowake Frantisek Jez, der mit 114 m die größte Weite sprang. Der US-Amerikaner Mike Holland stürzte hingegen schwer und musste ins Krankenhaus eingeliefert werden. Die Schanze selbst wurde mit Eis und Kunstschnee präpariert, da eine natürliche Schneedecke überhaupt nicht vorhanden war. Das Springen am Wettkampftag übertraf den Wettbewerb vom Vorjahr noch. Erstmals in der Tourneegeschichte gab es einen bundesdeutschen Doppelsieg, der Vorjahressieger Dieter Thoma gewann vor seinem Mannschaftskollegen Josef Heumann. Und war dies alles noch nicht genug, wehte auch für den dritten Platz eine schwarz-rot-goldene Flagge, allerdings noch mit Hammer, Sichel und Ährenkranz. Der von einigen Experten schon abgeschriebene Jens Weißflog bestätigte seine aufsteigende Form und wurde mit zwei sehr konstante Sprüngen Dritter. Thoma hatte bereits im ersten Durchgang mit der Tagesbestweite von 113,5 m seine Siegesambitionen gezeigt. Dem Rotschopf konnte nur sein Teamkollege Heumann mit 113 m folgen, während der Rest weitenmäßig einige Meter kürzer sprang. Und auch im zweiten Durchgang setzte Thoma mit 108 m den weitesten Sprung, womit ihm der Sieg nicht mehr zu nehmen war. Seine gute Form stellte erneut Frantisek Jez unter Beweis, der den sechsten Platz belegte und Asse wie Nykänen, Vettori oder Ulaga hinter sich ließ. Die mit viel Vorschusslorbeeren bedachten Österreicher enttäuschten, gemessen an ihren Ansprüchen. Ausgerechnet der eher schwächere Franz Neuländtner schnitt mit Rang acht noch am besten ab. Ein verheißungsvolles Debüt gab der erst 18-jährige Ralph Gebstedt, der im ersten Durchgang zunächst 113 m weit sprang. Allerdings veranlasste diese Weite die Jury dazu, den Durchgang nochmal zu wiederholen. Diesmal sprang Gebstedt 103 m. Im zweiten Durchgang konnte er sich enorm steigern und landete wie Tagessieger Thoma bei 108 m, konnte den Sprung allerdings nicht stehen. Dennoch hatte der Thüringer sein Potential angedeutet.
| Pos. | Springer             | Land             | Punkte |
| ---- | -------------------- | ---------------- | ------ |
| 1    | Dieter Thoma         | BR Deutschland   | 215,0  |
| 2    | Josef Heumann        | BR Deutschland   | 210,0  |
| 3    | Jens Weißflog        | DDR              | 208,0  |
| 4    | Risto Laakkonen      | Finnland         | 205,5  |
| 5    | Ari-Pekka Nikkola    | Finnland         | 203,5  |
| 6    | František Jež        | Tschechoslowakei | 200,5  |
| 7    | Matti Nykänen        | Finnland         | 199,5  |
| 8    | Franz Neuländtner    | Österreich       | 199,5  |
| 9    | Rune Olijnyk         | Norwegen         | 198,5  |
| 10   | Ole Gunnar Fidjestøl | Norwegen         | 197,0  |

## Garmisch-Partenkirchen
- Datum: 1. Januar 1990
- Land:  BR Deutschland
- Schanze: Große Olympiaschanze

Beim Neujahrsspringen waren die Vorzeichen ähnlich wie im Vorjahr. Der Gesamtführende Dieter Thoma wurde von einer enormen Erwartungshaltung begleitet, denn der Tourneesieg sollte nach dem Missgeschick im Vorjahr diesmal an den Schwarzwälder gehen. Und er mischte im ersten Durchgang erneut ganz vorne mit. In Führung lag zur Halbzeit aber etwas überraschend der Tschechoslowake Pavel Ploc punktgleich mit Heinz Kuttin vor gleich drei punktgleichen Springern: Matti Nykänen, Dieter Thoma und Vorjahrsgesamtsieger Risto Laakkonen. Dahinter lag Jens Weißflog. Den Sachsen trennten aber gerade einmal anderthalb Punkte vom Spitzenduo. Durch die langsamer werdende Anlaufspur fehlten aber im zweiten Durchgang die großen Weiten, wovon nun die Stilisten profitieren, war doch der Wert der Haltungsnoten gegenüber den Weitenpunkten vor der Saison angehoben worden. Und so gewann nicht etwa der erneut starke Jez, der mit 105,5 m Tageshöchstweite sprang und Dritter wurde, sondern Jens Weißflog. Der Oberwiesenthaler bekam für seinen Sprung über 103,5 m allein 55,5 Haltungspunkte und schob sich noch auf den ersten Platz. Auch der stilistisch gut springende Finne Laakkonen profitierte von seinem sauberen Sprung und schob sich noch auf den zweiten Platz vor. Dieter Thoma rutschte hingegen noch auf Rang fünf, Pavel Ploc gar auf den zehnten Rang. In der Gesamtwertung behielt Thoma allerdings mit 2,5 Punkten Vorsprung vor Weißflog die Führung in der Gesamtwertung. Mit drei Athleten unter den besten Sechs bewies die finnische Mannschaft erneut ihre enorme Stärke. Nach Jens Weißflog wurde Ralph Gebstedt zweitbester DDR-Springer und konnte mit Rang 14 seinen ersten Weltcuppunkte sammeln.
| Zwischenstand nach 2 Springen | Zwischenstand nach 2 Springen | Zwischenstand nach 2 Springen |
| Pos.                          | Springer                      | Punkte                        |
| ----------------------------- | ----------------------------- | ----------------------------- |
| 01.                           | Thoma                         | 431,0                         |
| 02.                           | Weißflog                      | 428,5                         |
| 03.                           | Laakkonen                     | 424,5                         |
| 04.                           | Jez                           | 419,0                         |
| 05.                           | Nikkola                       | 418,0                         |
| 06.                           | Nykänen                       | 417,5                         |

| Pos. | Springer          | Land             | Punkte |
| ---- | ----------------- | ---------------- | ------ |
| 1    | Jens Weißflog     | DDR              | 220,5  |
| 2    | Risto Laakkonen   | Finnland         | 219,0  |
| 3    | František Jež     | Tschechoslowakei | 218,5  |
| 4    | Matti Nykänen     | Finnland         | 218,0  |
| 5    | Dieter Thoma      | BR Deutschland   | 216,0  |
| 6    | Ernst Vettori     | Österreich       | 215,5  |
| 6    | Heinz Kuttin      | Österreich       | 215,5  |
| 8    | Ari-Pekka Nikkola | Finnland         | 214,5  |
| 8    | Rune Olijnyk      | Norwegen         | 214,5  |
| 10   | Pavel Ploc        | Tschechoslowakei | 214,0  |

## Innsbruck
- Datum: 4. Januar 1990
- Land:  Österreich
- Schanze: Bergiselschanze

Erneut gab es ein an Spannung nicht armes Springen mit einem Sieger, den nach dem ersten Durchgang wohl kaum einer erwartet hätte. Da führte der Finne Laakkonen mit sehr guten 55,5 Haltungspunkten vor Dieter Thoma, der mit 109 m auf dem kritischen Schanzenpunkt aufgesetzt war. Dahinter lagen Vettori, Nykänen und Weißflog. Doch die langsamer werdende Anlaufspur wirbelte das Klassement nochmals durcheinander. Zudem musste Matti Nykänen nach einem Griff in den Schnee alle Ambitionen auf einen Podestplatz in der Gesamtwertung begraben. Der Finne patzte nach seinem Sprung über 106,5 m und fand sich auf dem 33. Platz wieder. Und auch Laakkonen und Thoma mussten Federn lassen. Beide konnten nicht an ihre Weiten aus dem ersten Durchgang anknüpfen und belegten die Plätze fünf und sechs. Dagegen kam wie schon in Garmisch erneut die Stunde der Stilisten. Ari-Pekka Nikkola stand mit 108,5 m die zweitgrößte Weite des Tages und schob sich ganz nach vorn. Dieses Ergebnis konnte auch Jens Weißflog nicht mehr übertreffen, er belegte mit nur 0,5 Punkten Rückstand den zweiten Platz. Dritter wurde Ernst Vettori, der anders als oftmals zwei ordentliche Sprünge ins Tal brachte und so die großen Erwartungshaltungen der Fans in Österreich halbwegs erfüllte. Generell steigerten sich die Innauer-Schützlinge, mit Werner Haim und Andreas Felder platzierten sich noch zwei weitere Österreicher unter den Top Ten. Bemerkenswert war überdies der siebte Platz des Italieners Lunardi. Da sich Frantisek Jez im zweiten Durchgang enorm steigerte und noch Zehnter wurde, blieb er in der Gesamtwertung weiterhin auf Tuchfühlung mit den Führenden. Im Gesamtklassement war das deutsch-deutsche Duell spannend geworden. Durch seinen zweiten Platz war Weißflog an Thoma vorbeigezogen und hatte nun 6,5 Punkte Vorsprung auf den Hinterzartener. Anders als im Vorjahr waren für Thoma nach dem Springen am Bergisel die Chancen auf den Gesamtsieg aber noch voll intakt. Mit Nikkola und Laakkonen, die auch nur 10 Punkte hinter Weißflog lagen, gab es zudem noch zwei weitere Anwärter auf den Gesamtsieg.
| Zwischenstand nach 3 Springen | Zwischenstand nach 3 Springen | Zwischenstand nach 3 Springen |
| Pos.                          | Springer                      | Punkte                        |
| ----------------------------- | ----------------------------- | ----------------------------- |
| 01.                           | Weißflog                      | 655,0                         |
| 02.                           | Thoma                         | 648,5                         |
| 03.                           | Nikkola                       | 645,0                         |
| 04.                           | Laakkonen                     | 644,5                         |
| 05.                           | Heumann                       | 637,0                         |
| 06.                           | Vettori                       | 634,5                         |

| Pos. | Springer          | Land             | Punkte |
| ---- | ----------------- | ---------------- | ------ |
| 1    | Ari-Pekka Nikkola | Finnland         | 227,0  |
| 2    | Jens Weißflog     | DDR              | 226,5  |
| 3    | Ernst Vettori     | Österreich       | 222,0  |
| 4    | Josef Heumann     | BR Deutschland   | 221,5  |
| 5    | Risto Laakkonen   | Finnland         | 220,0  |
| 6    | Dieter Thoma      | BR Deutschland   | 217,5  |
| 7    | Virginio Lunardi  | Italien          | 216,5  |
| 8    | Werner Haim       | Österreich       | 216,0  |
| 9    | Andreas Felder    | Österreich       | 215,5  |
| 10   | František Jež     | Tschechoslowakei | 215,0  |

## Bischofshofen
- Datum: 6. Januar 1990
- Land:  Österreich
- Schanze: Paul-Außerleitner-Schanze

Bei Springen am Dreikönigstag überraschte der Tschechoslowake Frantisek Jez alle Experten und lag schon nach dem ersten Durchgang vorn. Auch der gewaltige zweite Sprung von Dieter Thoma über 111,5 m reichte nicht, um den Schützling von Rudolf Höhnl noch einzuholen. Höhnl hatte bezeichnenderweise vor 17 Jahren als letzter Tschechoslowake in Bischofshofen gewonnen. Dieter Thoma belegte den vielumjubelten zweiten Platz, was sich noch entscheidend in der Gesamtwertung auswirken sollten. Dahinter platzierten sich bis dahin eher unter Wert geschlagene Springer. Die Norweger, die bis dahin bei der Tournee kaum eine Rolle spielten, platzierten drei Springer in den Top Ten, darunter Fidjestöl als dritten und die Saisonentdeckung Rune Olijnik als Siebten. Und auch die Österreicher konnten wieder drei Athleten in den Top Ten platzieren. Der 9. Platz von Nikkola war hingen als Rückschlag im Kampf um den Gesamtsieg zu werten. Genau das Gleiche passierte dem leicht grippegeschwächten Jens Weißflog. Wie schon in den Vorjahren reichte es für den Sachsen nicht zu einer Top-Ten-Platzierung. Punktgleich mit Mannschaftskollege René Kummerlöw und Andrei Werweikin belegte er den 11. Platz. Eher leise und völlig unter Wert nahm ein Großer des Skispringens Abschied von der Tournee. Matti Nykänen belegte den 40. Platz in Bischofshofen, es war sein letzter Start bei der Vierschanzentournee.
| Pos. | Springer             | Land             | Punkte |
| ---- | -------------------- | ---------------- | ------ |
| 1    | František Jež        | Tschechoslowakei | 227,0  |
| 2    | Dieter Thoma         | BR Deutschland   | 222,0  |
| 3    | Ole Gunnar Fidjestøl | Norwegen         | 218,0  |
| 4    | Ernst Vettori        | Österreich       | 217,0  |
| 5    | Werner Haim          | Österreich       | 216,5  |
| 6    | Vegard Opaas         | Norwegen         | 212,0  |
| 7    | Rune Olijnyk         | Norwegen         | 211,5  |
| 8    | Miran Tepeš          | Jugoslawien      | 205,0  |
| 9    | Ari-Pekka Nikkola    | Finnland         | 203,0  |
| 10   | Alexander Pointner   | Österreich       | 202,5  |

## Gesamtwertung
Wie im Vorjahr gab es erneut eine hochspannende Tournee. Das deutsch-deutsche Duell Thoma – Weißflog bekam dabei angesichts der umwälzenden politischen Begleiterscheinungen einen rein sportlichen Charakter, erstmals seit Bestehen der Tournee. Und nach dem für Thoma eher tragischen Verlauf im Vorjahr könnte der Schwarzwälder dreißig Jahre nach dem letzten bundesdeutschen Tourneesieg von Max Bolkart endlich die Tournee gewinnen. Grundlage waren diesmal seine stabilen Resultate und seine Nervenstärke, die er vor allem in Bischofshofen bewies, als nach dem ersten Durchgang der Vorsprung von Weißflog auf 1,5 Punkte zusammengeschmolzen war. Mit einem beherzten Sprung über 111,5 m holte der Schwarzwälder zwar nicht den Tagessieg, konnte damit aber letztlich Weißflog den Gesamtsieg entreißen. Dass der an diesem Tag etwas indisponierte Sachse allerdings sogar nur Dritter in der Gesamtwertung werden würde, hatte wohl selbst dieser nicht geahnt. Der Grund war Frantisek Jez, der unter seinem neuen Auswahltrainer Rudolf Höhnl aufblühte und seine gute Form mit dem Tagessieg in Bischofshofen krönte. Dadurch konnte er sogar noch Weißflog überholen und wurde Gesamtzweiter. Weißflog hingegen war nach eigener Aussage an diesem Tag „pappesatt“. Zur Siegerehrung für die Gesamtwertung musste er fast gezwungen werden, Thoma und Jez warteten da schon eine Weile. Der Sachse war so angefressen, dass er vergaß, dem Gesamtsieger Thoma zu gratulieren. Dass beide nicht einmal ein Jahr später in einem gemeinsamen Team springen würden, ahnte an diesem Tag noch keiner.
Zu den Geschlagenen gehörten drei große Mannschaften. Den Finnen um Vorjahressieger Laakkonen und Ari-Pekka Nikkola, den Sieger von Innsbruck, fehlte die Stabilität, um im Kampf um den Gesamtsieg einzugreifen. Zudem brach spätestens in Innsbruck mit Matti Nykänen eine große Stütze weg, der zweimalige Tourneegewinner und vierfache Olympiasieger hätte einen besseren Abgang verdient gehabt. Die Norweger konnten zwar in Bischofshofen noch einen Podestplatz erringen, hatten aber nie einen verheißungsvollen Kandidaten für den Gesamtsieg im Rennen. Und auch die Österreicher hatten sich mehr erhofft, nach dem fulminanten Start im Weltcup gehörten die Innauer-Schützlinge zu den Tourneefavoriten. Zwar konnten sich in der Gesamtwertung drei Österreicher in den Top Ten platzieren, aber nur ein Podestplatz war für die Truppe um den ambitionierten neuen Auswahltrainer viel zu wenig. Für die DSV-Auswahl war der Tourneesieg Thomas und der 7. Platz von Josef Heumann ein noch besseres Abschneiden als im Vorjahr. Allerdings trübten Querelen um eine bessere finanzielle Unterstützung des Skispringens die Stimmung im bundesdeutschen Lager. Die Verantwortlichen der DDR-Auswahl waren nicht unzufrieden. Zum einen hatte sich Jens Weißflog nach seinen Knieproblemen erfolgreich in der Weltspitze zurückgemeldet, zum anderen belegte der Neuling Rene Kümmerlöw einen sehr guten 15. Platz, noch vor Nykänen. Ralph Gebstedt konnte zumindest teilweise mit sehr guten Leistungen aufwarten. Angesichts der politischen Entwicklungen im eigenen Land schauten die Skispringer allerdings in eine ungewisse Zukunft. Blieb noch eine Person, die im Vorjahr die Skisprungszene aufgemischt und sogar den Gesamtweltcup gewonnen hatte: Der Schwede Jan Boklöv konnte nicht an seine damalige Form anknüpfen und belegte nur den 30. Rang in der Gesamtwertung. Allerdings probierten immer mehr Springer seinen Sprungstil und sollten noch in der laufenden Weltcupsaison erste Achtungserfolge erzielen.
| Rang | Name              | Nation           | Gesamt- wertung | Oberst- dorf | Garmisch- Partenk. | Inns- bruck | Bischofs- hofen |
| ---- | ----------------- | ---------------- | --------------- | ------------ | ------------------ | ----------- | --------------- |
| 1    | Dieter Thoma      | BR Deutschland   | 870,5           | 215,0 / 01.  | 216,0 / 05.        | 217,5 / 06. | 222,0 / 02.     |
| 2    | František Jež     | Tschechoslowakei | 861,0           | 200,5 / 06.  | 218,5 / 03.        | 215,0 / 10. | 227,0 / 01.     |
| 3    | Jens Weißflog     | DDR              | 855,0           | 208,0 / 03.  | 220,5 / 01.        | 226,5 / 02. | 200,0 / 11.     |
| 4    | Ernst Vettori     | Österreich       | 851,5           | 197,0 / 10.  | 215,5 / 06.        | 222,0 / 03. | 217,0 / 04.     |
| 5    | Ari-Pekka Nikkola | Finnland         | 848,0           | 203,5 / 05.  | 214,5 / 08.        | 227,0 / 01. | 203,0 / 09.     |
| 6    | Risto Laakkonen   | Finnland         | 844,0           | 205,5 / 05.  | 219,0 / 02.        | 220,0 / 05. | 199,5 / 14.     |
| 7    | Josef Heumann     | BR Deutschland   | 835,5           | 210,0 / 02.  | 205,5 / 11.        | 221,5 / 04. | 198,5 / 16.     |
| 8    | Rune Olijnyk      | Norwegen         | 823,5           | 198,5 / 09.  | 214,5 / 08.        | 199,0 / 31. | 211,5 / 07.     |
| 9    | Werner Haim       | Österreich       | 820,5           | 183,5 / 26.  | 204,5 / 12.        | 216,0 / 08. | 216,5 / 05.     |
| 10   | Heinz Kuttin      | Österreich       | 811,0           | 195,5 / 13.  | 215,5 / 06.        | 204,5 / 21. | 195,5 / 19.     |